# Alekszej Kondratyjevics Szavraszov
Alekszej Kondratyjevics Szavraszov (oroszul: Алексей Кондратьевич Саврасов) (Moszkva, Oroszország, 1830. május 12. – Moszkva, 1897. szeptember 26.) 19. századi orosz tájképfestő.

## Élete és művészete
Szavraszov 1830. május 12-én született egy moszkvai kereskedő fiaként. Apja szintén kereskedőnek szánta, ám Szavraszov a Moszkvai Festészeti és Szobrászati Iskola növendéke lett, ahol később a perspektíva- és tájképfestő osztály legjobb tanulójának bizonyult.  1850-ben A Moszkvai Kreml látképe holdfényben és a Kő az erdőben című képeivel elnyerte az „osztályon kívüli művész“ címet. Szavraszov ifjúkori tájképein a hagyományos akadémikus tájképfestészetben uralkodó romantikus érvényesült.
1854-ben Szentpétervár mellett, egy Oranienbaum környéki rezidenciába kapott meghívást. Ott készült két képével az őszi akadémiai kiállításon sikert aratott, és rövidesen akadémikusi címet kapott. 1857-ben megnősült, ugyanebben az évben a csak nemrég befejezett festészeti iskola tájképfestői osztályának vezetője lett. Sokat dolgozott Moszkva környékén (Látkép Kuncevo faluban, 1855, Esti tájkép 1861); egyik legsikerültebb képe ebből az időből a Tájkép folyóval és halásszal (1859). Korai tájképeinek romantikus stílusát, az elemek harcát, a kontrasztos megvilágítást felváltotta egy enyhültebb, meghittebb és realisztikusabb ábrázolásmód. A nyári táj meghitt, lírai ábrázolása, a részletek aprólékos kidolgozása jellemzi a később keletkezett Jávorszarvasok szigete Szokolnyikiban című képét (1869).
1862-ben Szavraszov külföldre utazott, megnézte a londoni világkiállítást , járt több nyugat-európai fővárosban, hosszabban időzött Svájc hegyei között. Későbbi utazása a Volgán, az ekkor festett képek a pálya csúcsát jelentik a festő művészetében. Híres volgai tájképei között van a Barlangkolostor Nyizsnyij Novgorodnál (1871), A Volga áradása Jaroszlavlnál (1871) és legismertebb festménye, a Megjöttek a varjak (1871). Utóbbit a nevezetes Vándorkiállítók Társaságának első (Szentpéterváron kívül rendezett) kiállításán mutatták be 1871-ben, és általános sikert aratott. A fehér nyírfák vékony ágai, a fészkelő madársereg, az átlátszóan tiszta levegő, a távolban felsejlő folyó lírai hangulatot áraszt, az egész kép az ébredő természet festői megfogalmazása.
Az 1870-es években képeit a Vándorkiállítók Társaságának kiállításain mutatták be, de Bécsben (1873) és Párizsban (1878) is láthatta a közönség. Ebben az évtizedben azonban a festő élete tragikusra fordult: leánya meghalt, családi élete felbomlott, állását elvesztette. Később újra megnősült, de új családjával lakásról lakásra költözött; látása egyre gyengült, elhatalmasodott alkoholizmusa. Képein is megjelenik a letargia, a szorongás: Mocsár (1870), Alkonyat a mocsár fölött (1871), Sírok a Volgán (1874). Palettája fokozatosan elkomorult, művészetében a hanyatlás jelei mutatkoztak. Utolsó éveinek alkotásaiból elsősorban grafikai munkái emelkednek ki. Barátai támogatásával 1894-ben még megjelenhetett rajzainak albuma, de Szavraszov ekkor már nagy nyomorban élt, így is halt meg 1897 őszén Moszkvában.

## Műveiből

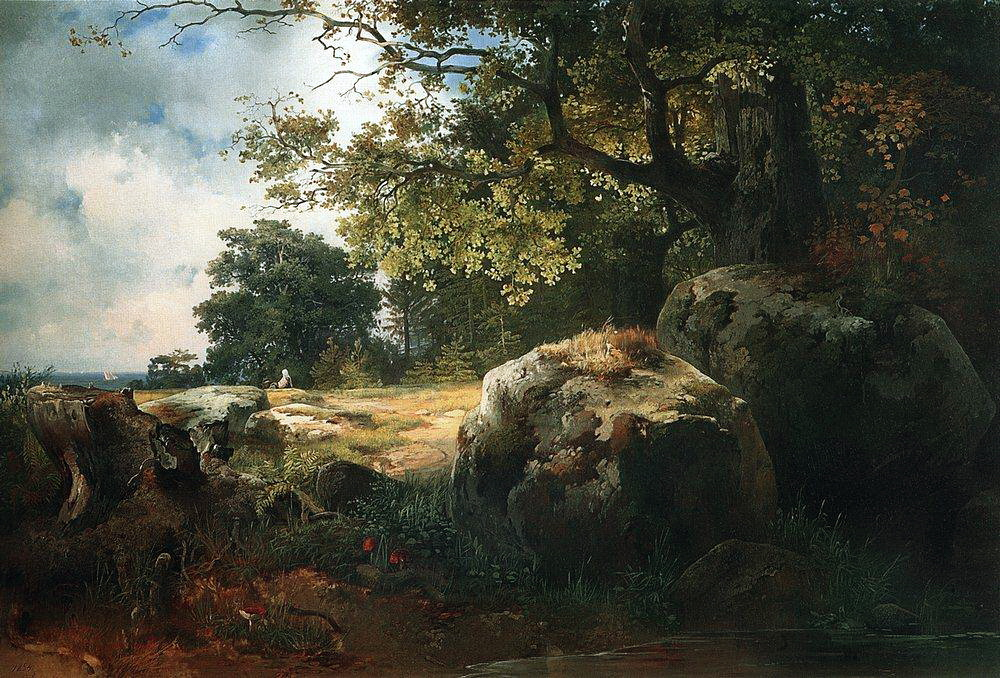
Oranienbaum környéke (1854).
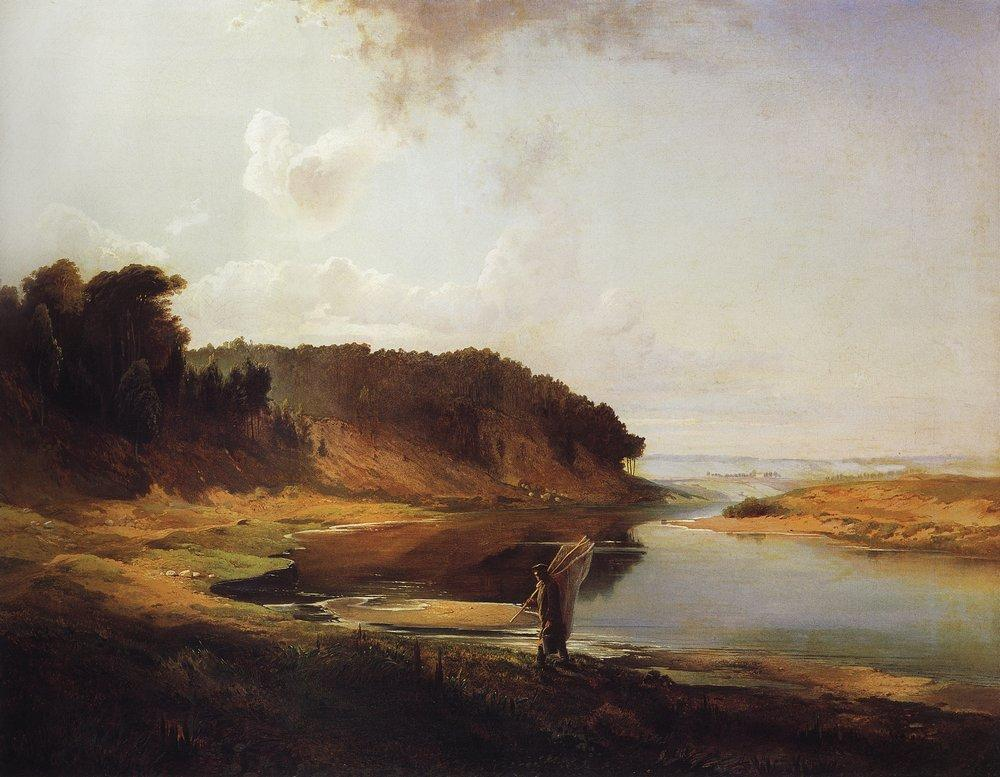
Tájkép folyóval és halásszal (1859).
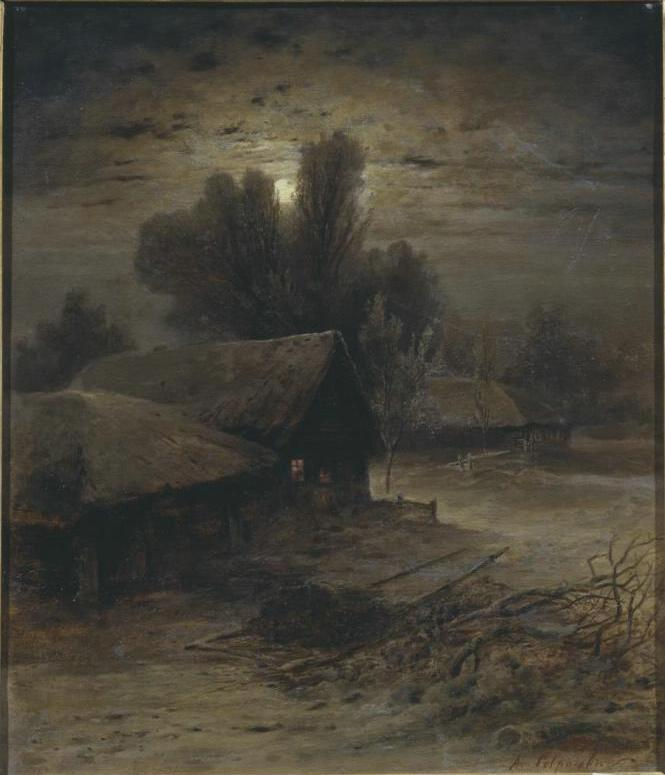
Téli éj (1869).
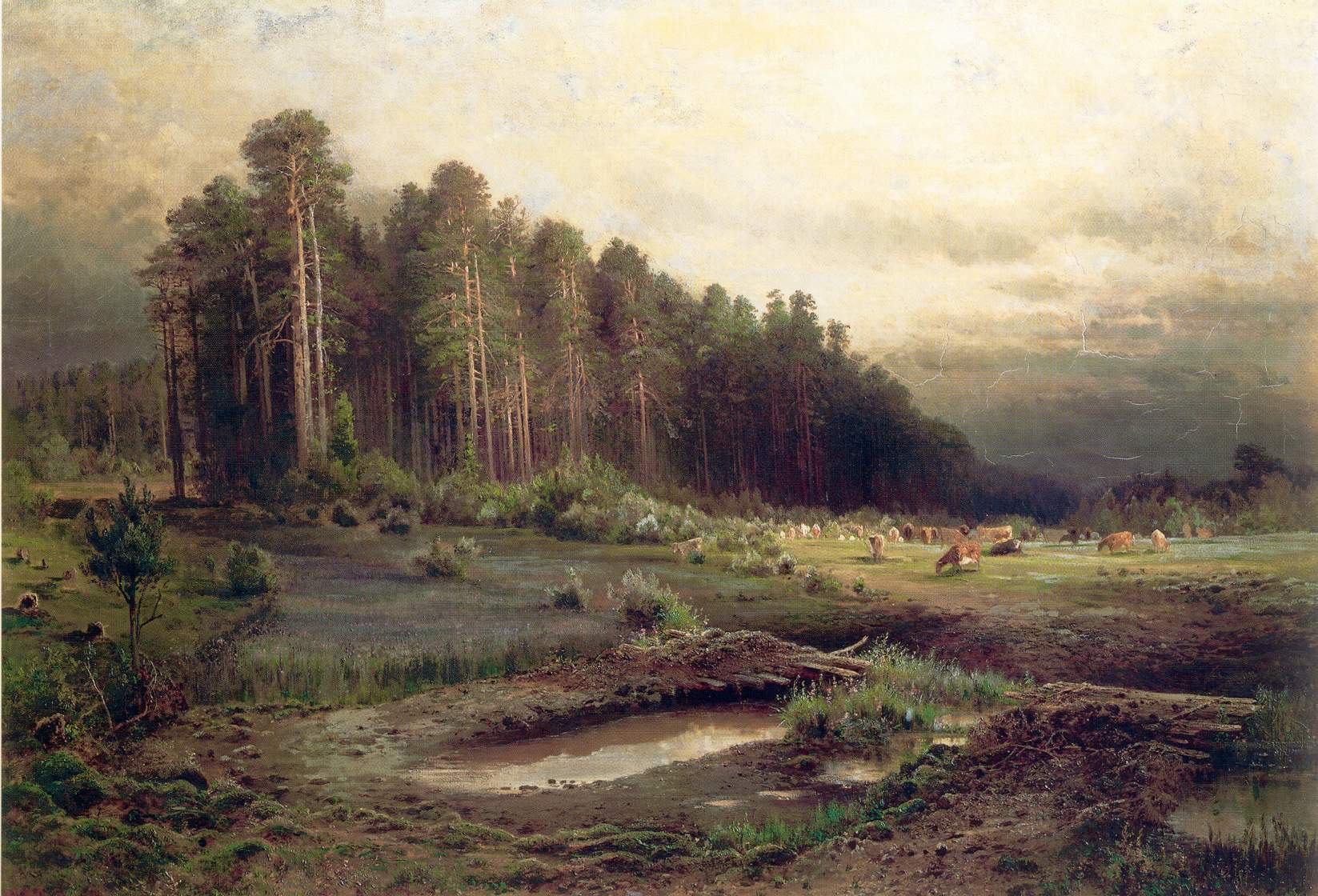
Jávorszarvasok szigete Szokolnyikiban (1869).
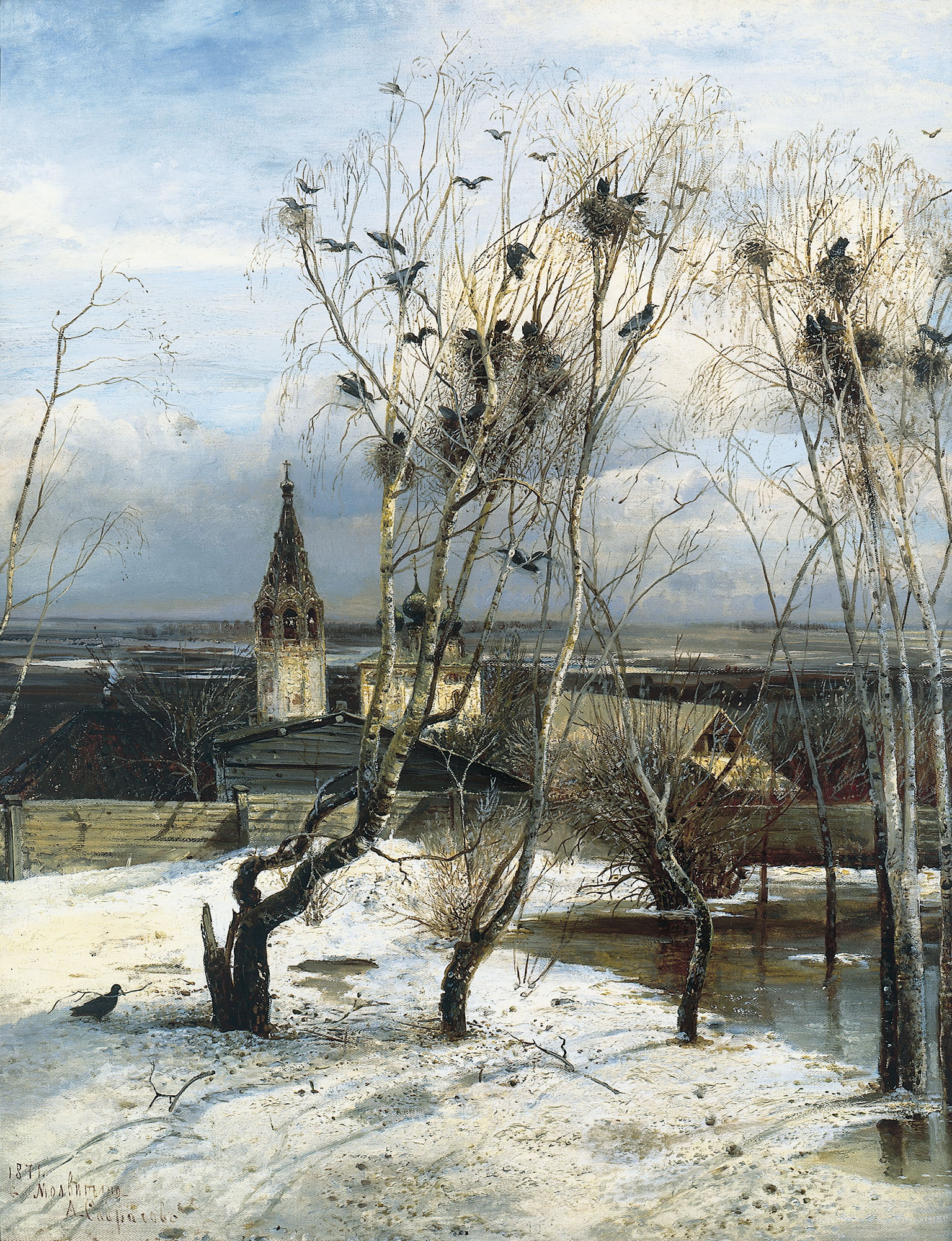
Megjöttek a varjak (1871).
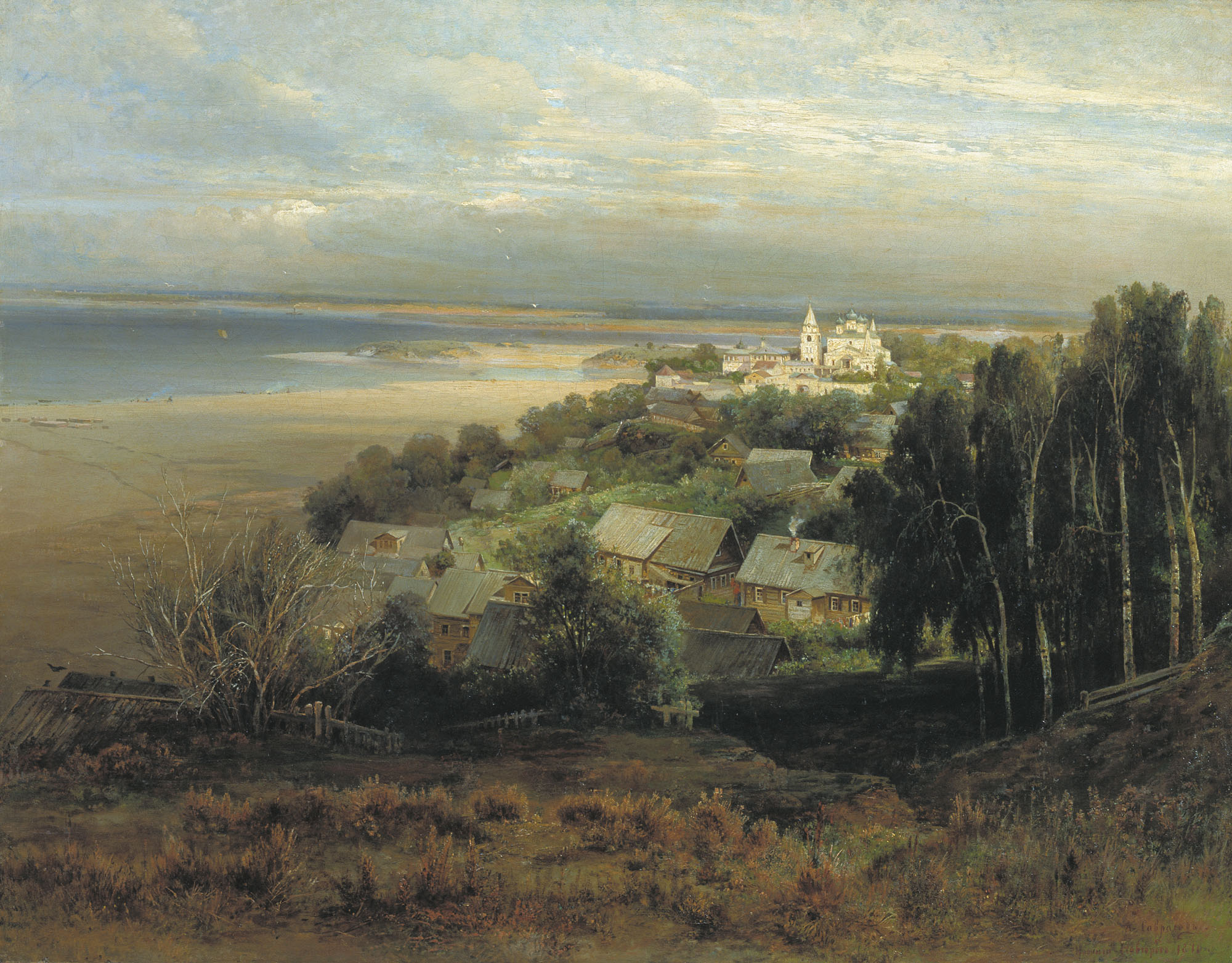
Barlangkolostor Nyizsnyij Novgorodnál (1871).
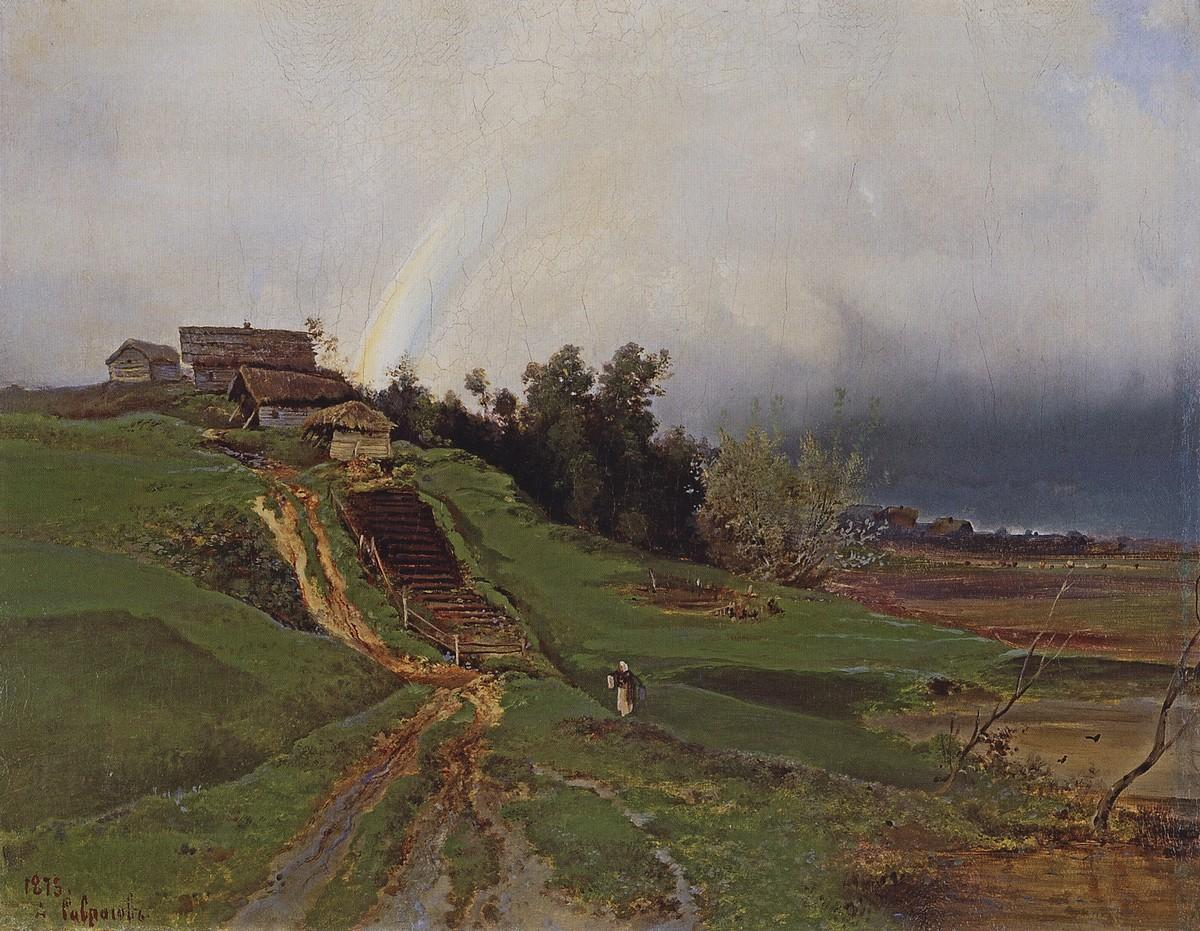
Szivárvány (1873).
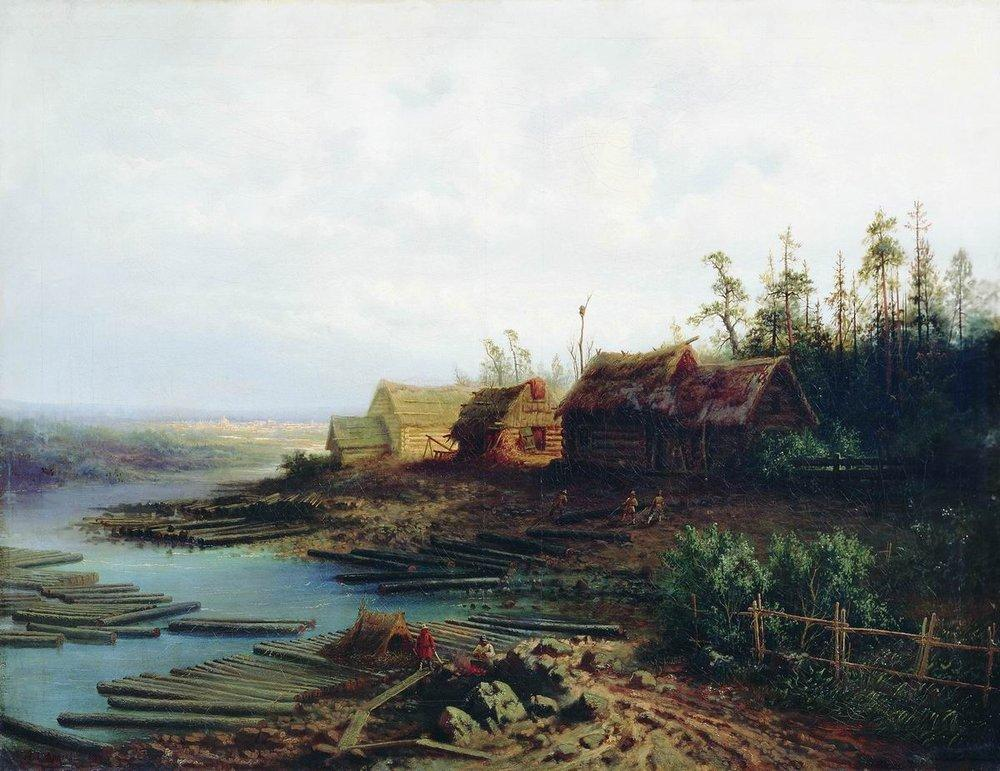
Tutajok (1873).
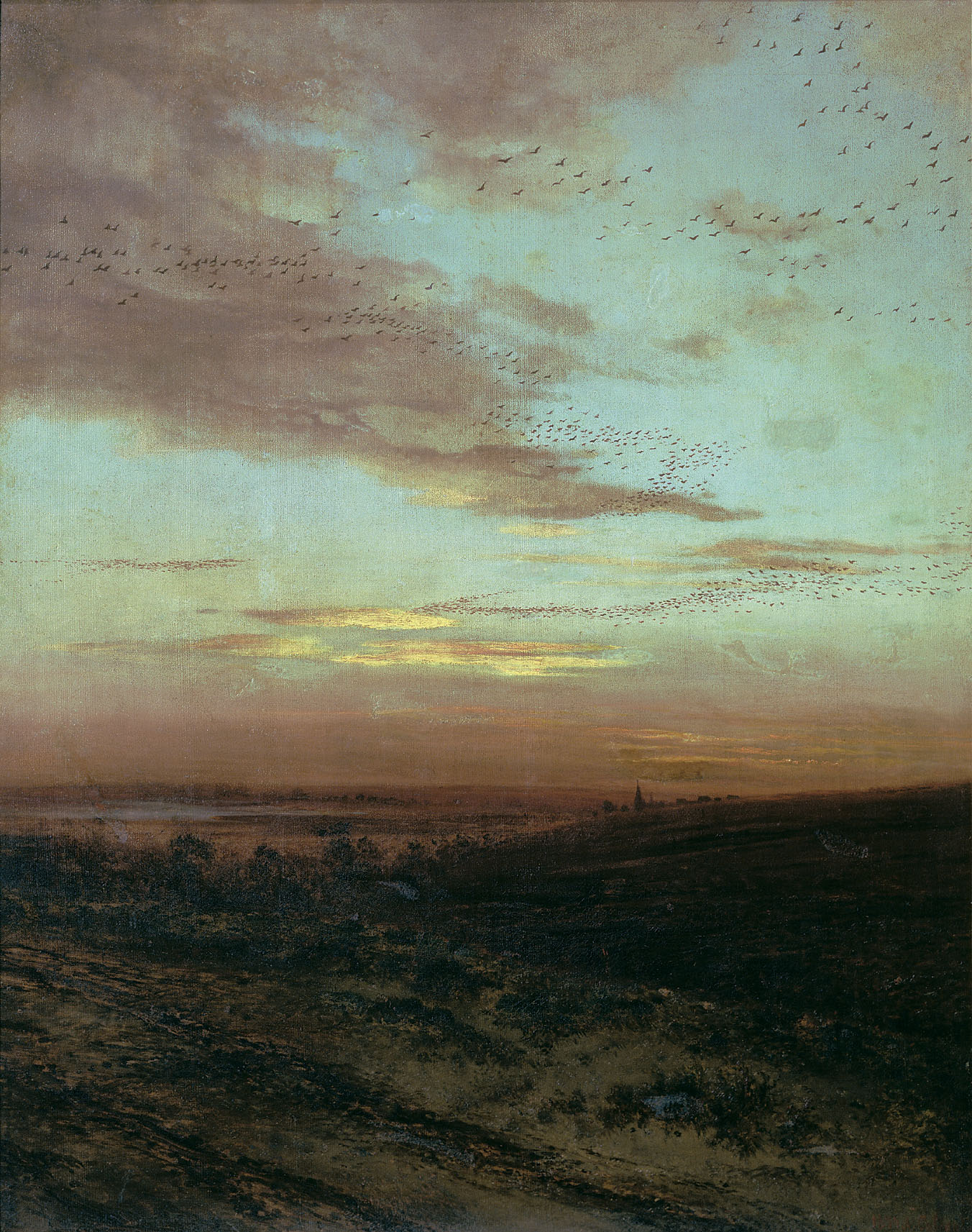
Este. Költöznek a madarak (1874).